# Олд Шетерхенд
Олд Шетерхенд (енгл. Old Shatterhand) је измишљени лик из вестерн романа немачког писца Карл Маја. Он је немачки досељеник на Запад, бели пријатељ и брат по крви Винетуа, поглавице Апача Мескалероса. 

## Кратак опис
Олд Шетерхенд је алтер его Карла Маја који је тврдио да је лично доживео авантуре из својих романа, иако је у Америци био тек након што је написао већину својих познатих вестерна и никад није путовао западније од Буфала, Њујорк (готово на крајњем истоку САД). Већину прича је написао у првом лицу, а Винету често зове Олд Шетерхенда „мој брат Шарли“ (немачки изговор за „Чарли“, а коначно значење „Карл“ на немачком). Карл Мај је написао приче о истом лику који путује по Оријенту, где је познат под именом Кара Бен Немси.
Олд Шетерхенд је главни лик у истоименом европском вестерн филму из 1964. године са Лексом Баркером у главној улози.
Карл Мај је додао префикс „Олд“ (енгл. old - стари) именима неколико својих јунака, сматрајући да је то типично амерички и да се односи на неког са богатим животним искуством. 
Олд Шетерхенду је име дао његов пријатељ Сем Хокинс (који такође потиче из Немачке, али је већ староседелац на америчком Западу), јер је једним ударцем руке могао да онесвести противнике (од енгл. to shatter - размрскати, разбити и енгл. hand - рука).
Олд Шетерхенд има две славне пушке, медведовку и хенријевку које је израдио оружар Хенри (лик заснован на оружару Бенџамину Тајлеу Хенрију 1821—1898.) из Сент Луиса. Хенријевка може да, без допуњавања, испали 25 метака заредом.
Олд Шетерхенд јаше коња Хататитла (Муња) којег је добио од Винетуа, а који јаше коњевог брата Илчија (Ветар).

## Филмови са Олд Шетерхендом
- Der Schatz im Silbersee (1962)
- Winnetou 1. Teil (1963)
- Old Shatterhand (1964)
- Winnetou 2. Teil (1964)
- Winnetou 3. Teil (1965)
- Winnetou und das Halbblut Apanatschi (1966)
- Winnetou und Shatterhand im Tal der Toten (1968)